# Dancing Brave
Dancing Brave, född 11 maj 1983 i Kentucky, död 2 augusti 1999 i Japan, var ett engelskt fullblod, mest känd för att ha segrat i 2000 Guineas (1986), King George VI and Queen Elizabeth Stakes (1986) och Prix de l'Arc de Triomphe (1986). Hans besegrades endast i Epsom Derby (1986) och Breeders' Cup Turf (1986). Efter tävlingskarriären var han framgångsrik som avelshingst.

## Bakgrund
Dancing Brave var en brun hingst efter Lyphard och under Navajo Princess (efter Drone). Han föddes upp av Glen Oak Farm och ägdes av Khalid bin Abdullah Al Saud. Han tränades av Guy Harwood.

## Karriär
Dancing Brave tävlade 1985 och 1986 och sprang in 1 776 723 dollar på 10 starter, varav 8 segrar och 1 andraplats. Han tog karriärens största segrar i Craven Stakes (1986), 2000 Guineas (1986), Eclipse Stakes (1986), King George VI and Queen Elizabeth Stakes (1986), Select Stakes (1986) och Prix de l'Arc de Triomphe (1986).

### Som avelshingst
Dancing Brave syndikerades med ett uppskattat värde på 14 miljoner pund. Han stallades upp som avelshingst på Dalham Hall Stud på Newmarket med en avelsavgift på 120 000 pund. I november 1987 visade han sig lida av Maries sjukdom och hade fertilitetsproblem 1988. Hans blygsamma framgångar som avelshingst ledde till att han exporterades till Japan för att stå på Shizunai Stallion Station i Hokkaidō 1991. Han avled den 2 augusti 1999 av en hjärtattack.